# MoD Boscombe Down

i7
i11
i13
MoD Boscombe Down (ICAO-Code: EGDM) ist eine teilstreitkräfteübergreifende Einrichtung des britischen Verteidigungsministeriums, englisch Ministry of Defence (MoD), bei Amesbury im südenglischen Wiltshire. Der Militärflugplatz dient als Flugversuchs- und Testpiloten-Zentrum.

## Geschichte
Die heutige Basis MoD Boscombe Down entstand 1930 als Royal Air Force Station Boscombe Down, kurz RAF Boscombe Down, und beherbergte bis kurz vor Beginn des Zweiten Weltkriegs verschiedene Bomberstaffeln der RAF.
Seit August 1939 ist Boscombe Down das Flugversuchszentrum der Briten, als das damalige Aeroplane and Armament Experimental Establishment (A&AEE) von RAF Martlesham Heath nach Boscombe Down verlegt wurde. Zwischen 1940 und 1942 lagen hier daneben zunächst noch einige Einsatzstaffeln, bevor hier 1943 die heutige Empire Test Pilots’ School aufgestellt wurde, die hier, mit einer Unterbrechung von Oktober 1945 bis Januar 1968, bis heute beheimatet ist.
Bevor das heutige Royal International Air Tattoo in RAF Fairford vom ursprünglichen Zweijahres-Rhythmus zu einer jährlichen Veranstaltung wurde, gab es in Boscombe Down in den vorangegangenen geraden Jahren eine ähnliche große Flugshow. Die letzte von drei Großflugtagen in diesen Jahren war das Air Tournament International 1992.
Zwischen 1992 und 2001 kam es zu diversen Umorganisationen des britischen Flugversuchswesens. Der Flugplatz untersteht seither dem britischen Verteidigungsministeriums als eine Einrichtung aller drei Teilstreitkräfte und wird von der privatrechtlich organisierten Firma QinetiQ betrieben.

## Heutige Nutzung
Hier sind Teile des Air Warfare Centers stationiert, unter anderem die 744. Naval Air Squadron für die Evaluierung von Helikoptern, nicht nur für die Royal Navy, sondern auch für die Royal Air Force, und die Empire Test Pilots’ School. Darüber liegen hier Schulverbände der 22. Group und nicht fliegende Unterstützungseinheiten der 38. Group.

## Zwischenfälle
- Am 2. März 1955 startete eine Handley Page Hastings C.2 der Royal Air Force (Luftfahrzeugkennzeichen WD484) vom Militärflugplatz Boscombe Down mit verriegelten Höhenrudern, In 60 Metern Höhe kam zum Strömungsabriss und Absturz. Betreiber war das RAF RRE, Radar Research Establishment. Von den 6 Besatzungsmitgliedern wurden 2 getötet.[2][3]

- Am 27. April 1976 wurde eine Armstrong Whitworth Argosy C.1 der britischen Royal Air Force (XR105) bei einem Flug der Empire Test Pilots School am Militärflugplatz Boscombe Down mit asymmetrischem Schub angeflogen. Plötzlich kippte eine Tragfläche nach unten, das Flugzeug stürzte ab und schlug an einem Gebäude auf. Von den drei Besatzungsmitgliedern kamen zwei ums Leben.[4]